# Halhal (district)
Pour la localité, voir Halhal.
 Halhal  est un district de la région d’Anseba de l'Érythrée. La principale ville et capitale de ce district est Halhal. 

## Villes et villages
- Bashari
- Bet Homeir
- Gam
- Karotsahar
- Kemeil
- Kerbobared
- Kosh
- Makalaci Awatil
- Mashalit
- Soter
- Wazintat
- Zamado
- Metkelabe